# إليانور مونتجومري
إليانور مونتجومري (بالإنجليزية: Eleanor Montgomery)‏ هي واثبة عالي أمريكية، ولدت في 13 نوفمبر 1946 في كليفلاند في الولايات المتحدة، وتوفي بنفس المكان في 28 ديسمبر 2013.

## وصلات خارجية
- إليانور مونتجومري على موقع الاتحاد الدولي لألعاب القوى (الإنجليزية)
- إليانور مونتجومري على موقع الاتحاد الأمريكي لسباقات المضمار والميدان (الإنجليزية)
- إليانور مونتجومري على موقع الاتحاد الأمريكي لسباقات المضمار والميدان (الإنجليزية)
- إليانور مونتجومري على موقع اللجنة الأولمبية الدولية (الإنجليزية)
- إليانور مونتجومري على موقع أوليمبيديا (الإنجليزية)